# Oldman
Oldman (ang. Oldman River) – rzeka w Kanadzie, w południowej części prowincji Alberta, jedna z rzek źródłowych Saskatchewanu Południowego. Długość rzeki wynosi 330 km, a powierzchnia dorzecza 27 500 km².
Źródła rzeki znajdują się na wschodnim zboczu szczytu Mount Lyall, w paśmie Gór Skalistych. W górnym biegu rzeka płynie w kierunku południowo-wschodnim, dalej kieruje się na wschód, płynąc przez Wielkie Równiny. Łączy się z rzeką Bow, dając początek rzece Saskatchewan Południowy.
Obszar wzdłuż rzeki jest słabo zaludniony. Największym miastem nad rzeką jest Lethbridge, inne większe miejscowości to Taber i Fort Macleod.
Rzeka jest intensywnie wykorzystywana do irygacji rozległych obszarów uprawnych, a także jako źródło wody pitnej i energii wodnej. Odprowadzane jest w tym celu do 70% spływającej nią wody.

## Dopływy
Od górnego biegu do ujścia rzeki Oldman dopływają:
- Livingstone River
- Crowsnest River
- Castle River
- Pincher Creek
- Beaver Creek
- Willow Creek
- Belly River
- Waterton River
- St. Mary River
- Lee Creek
- Little Bow River[4]